# Дарио Цвитанић
Дарио Цвитанић (шп. Darío Cvitanich; Барадеро, 16. мај 1984) је бивши аргентински фудбалер. Играо је на позицији нападача.
Цвитанић је пореклом са острва Брач у Далмацији, данашња Хрватска, одакле су његови преци емигрирали у Аргентину. Он је 2008. године добио хрватски пасош, и након разговора са представницима Фудбалског савеза Хрватске одлучио наступати за репрезентацију Хрватске. Међутим, јануара 2009. године је објављено да због правилника ФИФА он не може наступати за Хрватску јер не испуњава потребне услове.

## Успеси
Ајакс
- Ередивизија (1) : 2010/11.[7]
- Куп Холандије: (финале: 2010/11)[8]

 Пачука
- Конкакаф Куп шампиона (1) : 2009/10.[9]

 Бока јуниорс
- Прва лига Аргентине (1) : 2011. Апертура[10]
- Копа либертадорес: (финале: 2012)[11]

 Расинг
- Прва лига Аргентине (1) : 2018/19.[12]
- Трофеј шампиона (1) : 2019.[13]
- Суперкуп Аргентине: (финале: 2019)[14]

Појединачни
- Најбољи стрелац Прве лиге Аргентине: 2008. Клаусура[15]